# 무기쿠라 나쓰키
무기쿠라 나쓰키(일본어: 麦倉 捺木, 1996년 5월 22일 ~ )는 일본의 축구 선수이다.

## 구단 경력
그는 2015년부터 2019년까지 J리그의 미토 홀리호크, SC 사가미하라, 이와테 그루자 모리오카에서 활동하였다.